# Хоссам Гали
Хоссам аль-Сайед Гали (араб. حسام غالي‎; род. 15 декабря 1981, Кафр-эш-Шейх, Египет) — египетский футболист, центральный полузащитник. Выступал за сборную Египта.

## Клубная карьера

### Ранняя карьера
Гали воспитывался в системе «Аль-Ахли», и первые тренировки с основой провел, когда ему всего 16 лет. С 2000 года он регулярно играл за Аль-Ахли, пока не переехал в «Фейеноорд» в 2003 году, при этом интерес к нему проявляли многие другие европейские клубы, такие как «Штутгарт» и «Нант». Стоимость трансфера составила около €1,4 млн.

### «Тоттенхэм Хотспур»
После трех сезонов в Нидерландах Гали присоединился к английскому «Тоттенхэм Хотспур» в январе 2006 года. К нему проявлял интерес и «Арсенал», но игрок сдела выбор в пользу «шпор» и подписал с ними четырёхлетний контракт.
Гали получил футболку с номером 14 и забил свой первый гол за «шпор» в Кубке УЕФА против «Бешикташа» 19 октября 2006 года. Во время игры против «Челси» в Кубке Англии 11 марта 2007 года он вывел свою команду вперед, но «шпоры» уступили 1:3. Через неделю Гали забил свой единственный гол в Премьер-лиге в победном 3:1 матче с «Уотфордом». Нарушение правил на Гали в штрафной в матче против «Блэкберн Роверс» привело к пенальти, который реализовал Джермейн Дефо. Игра завершилась вничью 1:1. Вторая встреча Гали с «Блэкберном» запомнилась скандалом. 10 мая 2007 года Гали снял с себя футболку и бросил её на землю после замены. Гали вышел на поле в перерыве, заменив Стида Мальбранка, и возмутился, когда тренер не дал ему доиграть матч. Фаната «Тоттенхэма» в ярости стали петь: «Ты не достоин носить эту футболку». Гали был дисциплинированным футболистом клуба. Вскоре он опубликовал сообщение на сайте клуба со словами: «Я зол на себя. Я всегда считал за честь носить футболку Тоттенхэма и я никогда не намеревался проявить неуважение… Я чувствовал, что происходит не так, как я хочу, моя игра была ужасной, и я мог слышать, как толпа смеется надо мной. Я был очень расстроен реакцией болельщиков… Я знаю, что моя реакция была совершенно неправильной. Я извинился перед менеджером и также хочу извиниться перед болельщиками. Я надеюсь, что они не будут судить обо мне по этому инциденту».
Тем не менее, за «шпор» Гали больше не сыграл. Он заявил, что хотел бы покинуть «Тоттенхэм», чтобы получить возможность играть на любимой позиции в центре полузащиты.
В июле 2007 года «шпоры» договорились с «Бирмингем Сити» о переходе Гали за 3 млн фунтов стерлингов. Однако 3 августа Бирмингем объявил, что сделка завершена не будет из-за недовольства Гали тренировочным процессом Стива Брюса.

### «Дерби Каунти»
В январе 2008 года «Дерби Каунти» проявил интерес к Гали. Клубы договорились об аренде игрока до конца сезона. Гали дебютировал за «Дерби» в домашнем матче 0:1 против «Уиган Атлетик» 12 января. После 12 игр и вылета «Дерби» из Чемпионшипа тренер Пол Джуэл заявил, что не будет подписывать Гали, так как тот желает остаться в Премьер-лиге.

### Возвращение в «Тоттенхэм»
Новый тренер «шпор» Гарри Реднапп собирался выпустить Гали на поле 2 января 2009 года в матче 3-го раунда Кубка Англии против «Уиган Атлетик». Игрок разминался, чтобы выйти на замену, но был освистан болельщиками «Тоттенхэма», из-за чего тренер отказался от замены.

### «Аль-Наср»
22 января 2009 года Гали оформил переход в саудовский клуб «Аль-Наср» по договору на три года.

### «Аль-Ахли»
6 июля 2010 года Гали на правах свободного агента подписал контракт со своим первым клубом, «Аль-Ахли», на три года. На него претендовали и заклятые враги «Аль-Ахли» из «Замалека». Он получил игровой номер 14 вместе с капитанской повязкой. В декабре Гали получил травму, выбившую его из строя на шесть месяцев.

### «Льерс»
2 июля 2013 года Гали был подписан на правах свободного агента бельгийским «Льерсом» на один год. Египетский чемпионат был приостановлен из-за политической нестабильности, и, отыграв в Бельгии один сезон. Гали вернулся на родину в 2014 году.

## Карьера в сборной
Гали сыграл 68 международных матчей за Египет с момента своего дебюта в 2002 году и был частью команды, выигравшей Кубок африканских наций в 2010 году.

## Достижения
Аль-Ахли
- Чемпион Египта: 2010/11
- Обладатель Кубка Египта: 2003
- Обладатель Суперкубка Египта: 2010, 2014, 2015
- Лига чемпионов КАФ: 2001, 2012
- Кубок Конфедерации КАФ: 2014
- Суперкубок КАФ: 2002

 Сборная Египта
- Кубок африканских наций: 2010